# Cornelis Bontekoe
Cornelis Bontekoe (1647 à Alkmaar – 13 janvier 1685 à Berlin), de son vrai nom Cornelis Dekker, est un médecin néerlandais également connu comme essayiste populaire, notamment pour sa promotion du thé, et éditeur des œuvres d'Arnold Geulincx, un philosophe belge. Il a également appliqué des théories généralement cartésiennes à la médecine, mais avec des innovations telles qu'une explication purement hydraulique et musculaire du mécanisme du cœur.

## Carrière
Au cours d'une vie itinérante et orageuse, Bontekoe, qui a pris son pseudonyme d'après la vache tachetée sur l'enseigne de l'épicerie de son père mennonite — Gerrit Dekker à Alkmaar —a suscité la controverse et milité pour une réforme et une pensée plus moderne en médecine. Il a étudié à l'Université de Leyde sous la direction de Franciscus Sylvius et Geulincx, et a obtenu son doctorat en médecine en 1667. En conflit avec les médecins d'Alkmaar, il déménage son cabinet. Il revient une seconde fois à Leyde en 1674, où Theodoor Craanen est son professeur. Son opposition virulente à l'enseignement aristotélicien lui vaut d'être banni de Leyde, avec Johannes Swartenhengst, en 1675. Il est cependant réadmis en 1676 à l'université, où son disciple Heydentryk Overcamp obtient son diplôme de docteur en médecine en 1677.
Le traité de Bontekoe prônant la consommation de thé parait en 1678 et fait sa renommée. Après Amsterdam, il s'installe à Hambourg, où il écrit un ouvrage contre le concept d'année climatérique (en), qu'il dédie à Frédéric-Guillaume Ier, électeur de Brandebourg. L'électeur le récompensa en lui accordant des postes de médecin de la cour et de professeur à l'université de Francfort-sur-l'Oder.
Bontekoe s'installe en Prusse. Il avait des patients à Berlin-Cölln et c'est là qu'il est décédé.